# Yan Yean
Yan Yean är en del av en befolkad plats i Australien. Den ligger i kommunen Whittlesea och delstaten Victoria, omkring 30 kilometer nordost om delstatshuvudstaden Melbourne. Antalet invånare är 299.
Runt Yan Yean är det tätbefolkat, med 383 invånare per kvadratkilometer.. Närmaste större samhälle är Reservoir, omkring 19 kilometer sydväst om Yan Yean.
Trakten runt Yan Yean består till största delen av jordbruksmark. Genomsnittlig årsnederbörd är 1 244 millimeter. Den regnigaste månaden är juli, med i genomsnitt 140 mm nederbörd, och den torraste är januari, med 49 mm nederbörd.